# Lidköpings station
Lidköpings station i Lidköping är en järnvägsstation på Kinnekullebanan. Stationen byggdes från början för Lidköping–Skara–Stenstorps Järnväg som öppnade sin smalspåriga linje till staden den 19 november 1874. Kring sekelskiftet 1900 så fick stationen funktionen av en järnvägsknut i det smalspåriga järnvägsnätet då linjen till Håkantorp anslöts till stationen och linjerna till Tun och Forshem byggdes. 1954 var breddningen av spåren kring Lidköpings station färdig och trafiken på Kinnekullebanan startade. 1966 lades den sista smalspåriga linjen till stationen ner.

## Historik
Lidköpings station byggdes av Lidköping–Skara–Stenstorps Järnväg (LSSJ) och öppnades 19 november 1874 när linjen till Stenstorp invigdes, linjen hade spårvidden 891 mm. Den 12 december 1877 öppnade Lidköping–Håkantorps Järnväg (HLJ) sin linje Lidköping–Håkantorp till sin egen station Lidköping Västra som låg på västra sidan av Lidan. Bolaget fick tidigt ekonomisk problem och redan 1886 gick det i konkurs. Mellan 1886 och 1891 köpte LSSJ HLJ tre gånger på exekutiv auktion, alla köpen överklagades men det tredje försöket gick igenom. LSSJ lånade 350000 kr och byggde en bro över Lidan för att sammanbinda sina bandelar öster och väster om Lidan. När bron öppnades för trafik i juni 1893 stängdes Lidköping V. Efter förhandlingar såldes HLJ inklusive merparten av det ursprungliga rullande materialet till Lidköpings stad. Övertagandet skedde från den 1 maj 1902. Den 20 december 1897 öppnade Kinnekulle–Lidköpings järnväg (KiLJ) den första delen av sin linje Lidköping–Forshem. 1912 började HLJ och KiLJ samtrafikeras i konsortiumet Lidköpings Järnvägar (LJ). Den 12 november 1908 öppnade Lidköping–Kållands järnväg sin linje Lidköping–Tun, 1925 hade bolaget gått i konkurs och 1928 sålde staten bolaget till Lidköpings stad som inlemmade driften i LJ. Linjen mot Tun lades ner 1 januari 1939. 1948 förstatligades samtliga kvarvarande smalspåriga linjer i Lidköping. 1953 breddades linjen mot Håkantorp till normalspår och 1954 breddades även linjen till Forshem, båda linjerna kom att bli en del av Kinnekullebanan. Den 1 september 1961 lades persontrafiken ner på den kvarvarande linjen mot Skara och godstrafiken lades ner 1966.